# Hodinové sklíčko

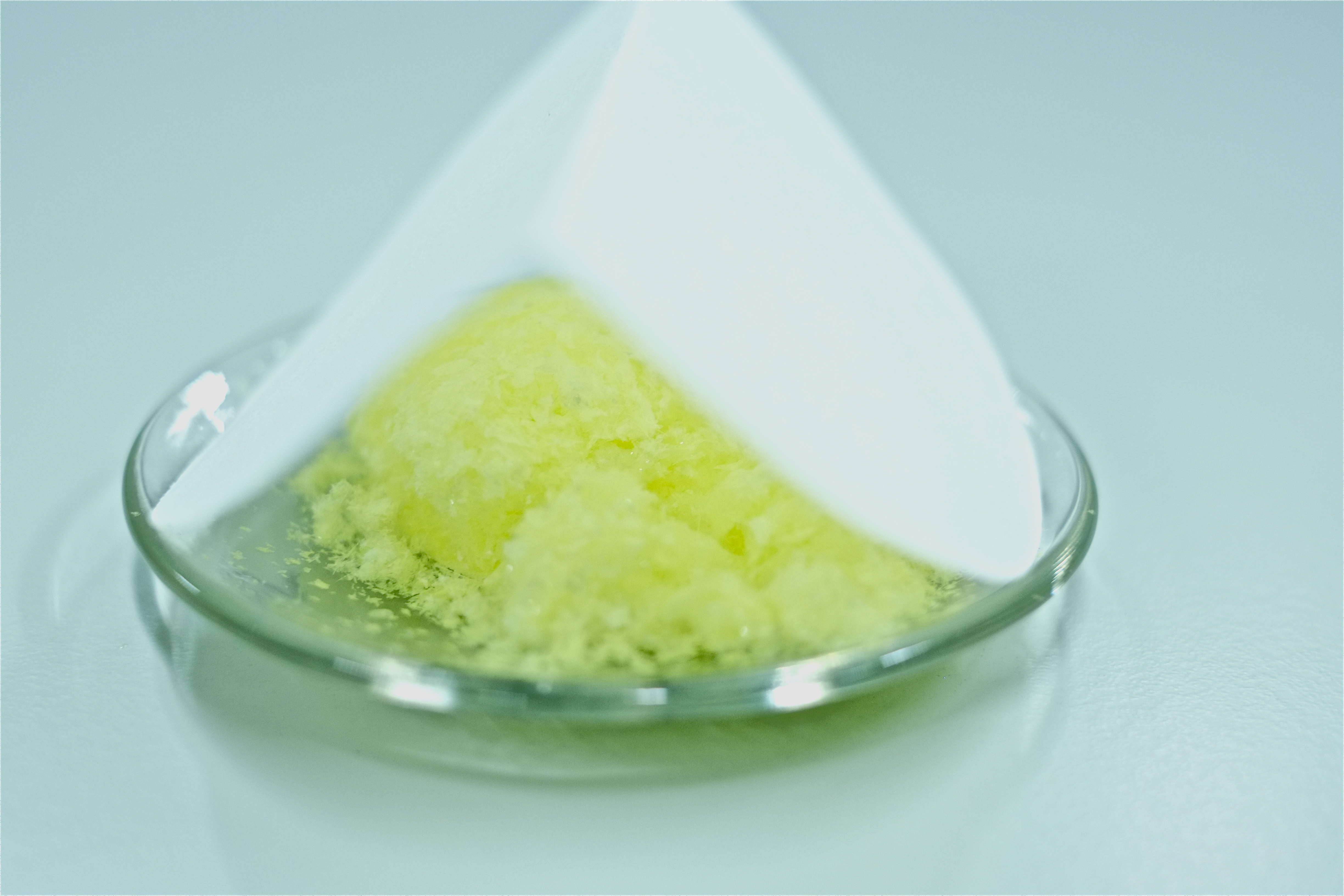
Krystalky na hodinovém sklíčku, překryté přeloženým papírem

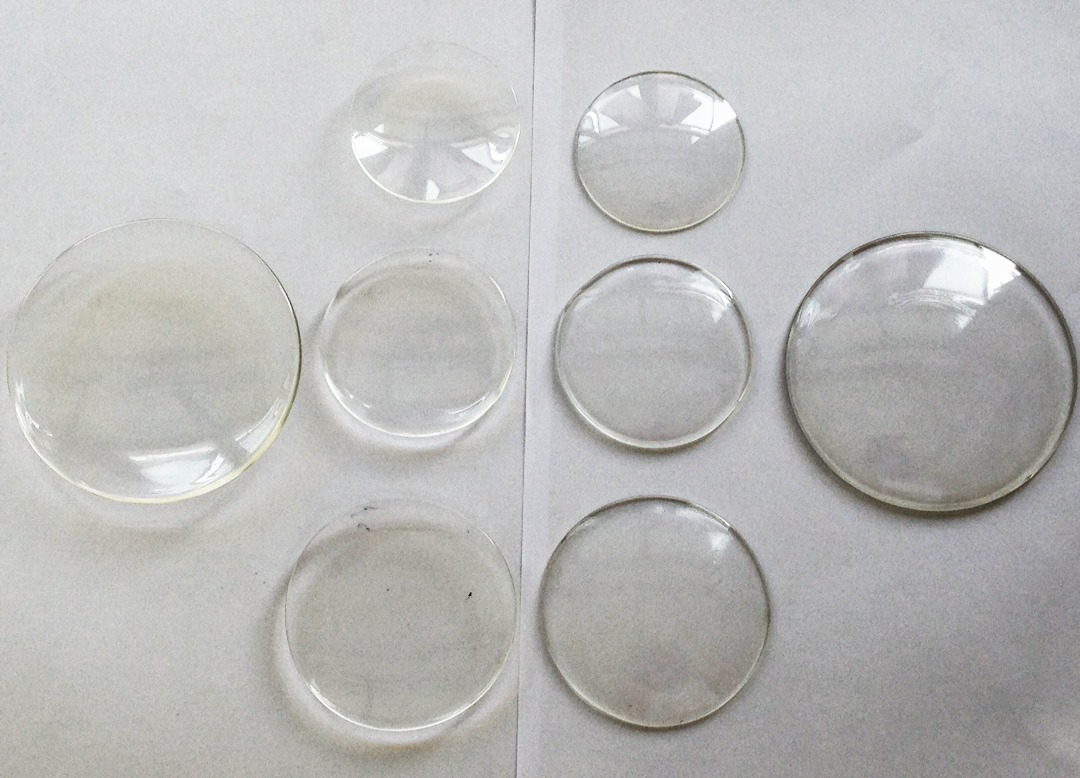
Ukázka hodinových sklíček různé velikosti

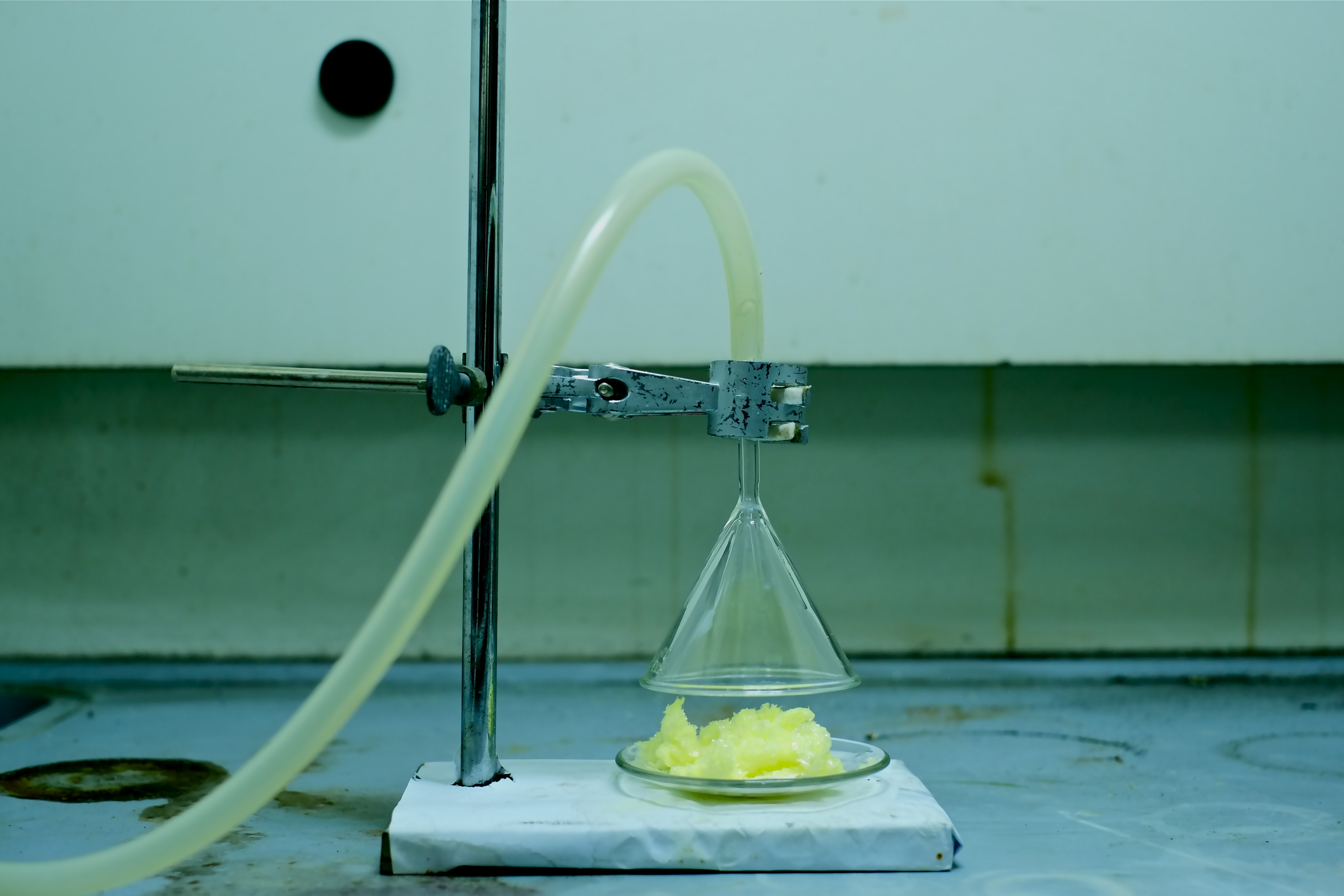
Ukázka sušení krystalů na hodinovém sklíčku pod proudem vzduchu z obráceného trychtýře

Hodinové sklíčko či hodinové sklo je vypouklé kruhové sklo, připomínající krycí sklíčko od hodinek. Běžný rozměr sklíčka je do cca 70 mm.
V chemii slouží k navažování vzorků (na rozdíl od papíru je inertní, nesaje a má hladký povrch) jak přímo, tak nepřímo (odložení přebytku z lodičky na sklíčko), odpařování a krystalizaci malých množství vzorků, ke krytí hrdel a nádob s malým průměrem (typicky kádinky a baňky) proti prachu a kontaminaci, či se používají jako ochrana laborujícího proti vystříknutí při neutralizaci kyselin či rozkladu kyselinami.